# 久万玉村
久万玉村（くまたまむら）は、香川県綾歌郡にあった村。

## 歴史
- 1951年4月1日 - 綾歌郡栗熊村・富熊村が合併し、久栄村が発足。同日、久万玉村に改称。
- 1959年4月1日 - 岡田村と新設合併し、綾歌町が発足。同日付で久万玉村が廃止。